# Cirrhoscyllium formosanum
La falsa pintarroja de Formosa (Cirrhoscyllium formosanum) es una especie de elasmobranquio orectolobiforme de la familia Parascylliidae.